# Marylène Patou-Mathis

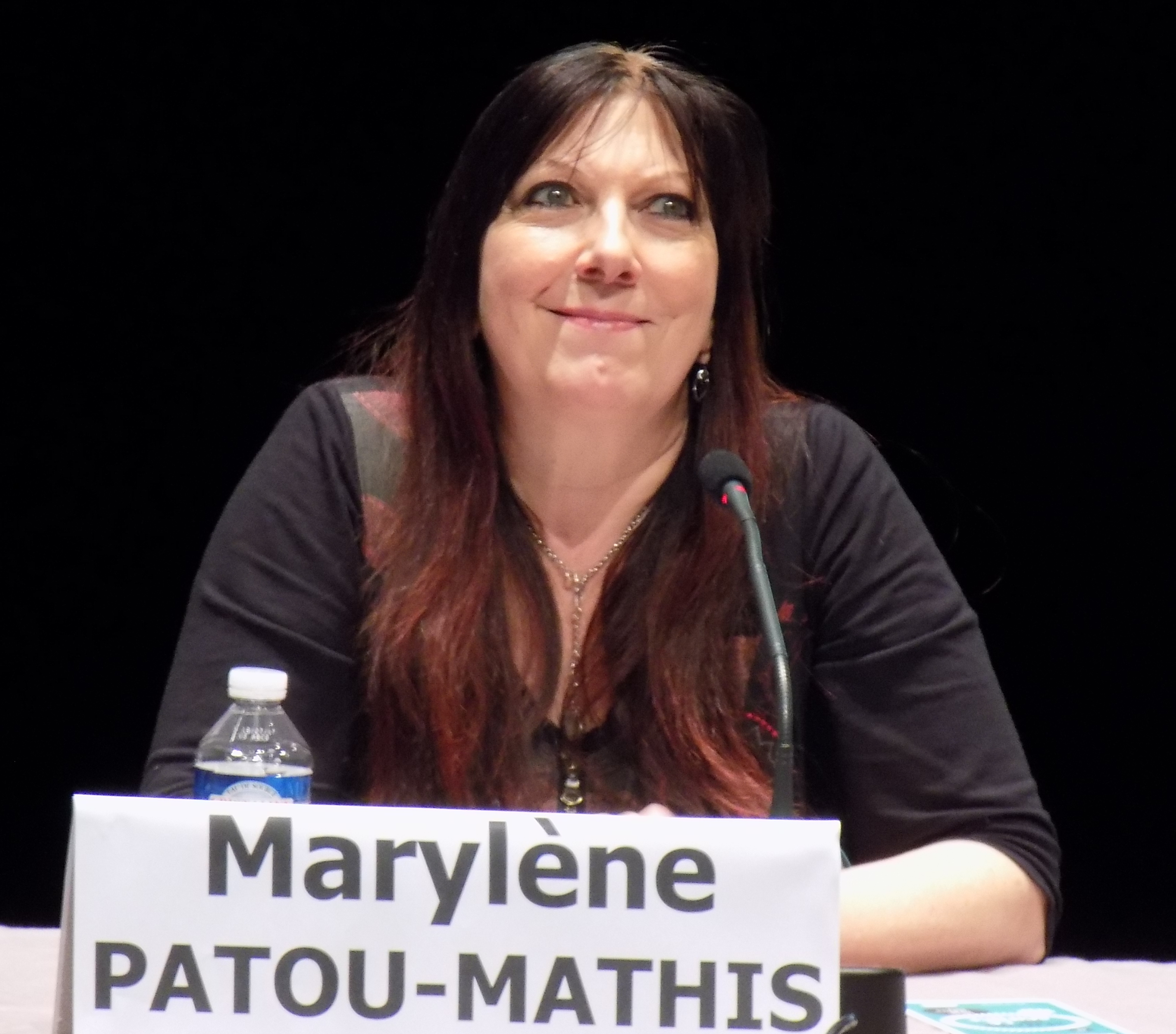
Marylène Patou-Mathis (2016)

Marylène Patou-Mathis (* 16. Juni 1955 in Paris) ist eine französische Urgeschichtlerin. Sie ist Forschungsdirektorin am Centre national de la recherche scientifique (CNRS) und gehört der Abteilung für Vorgeschichte des Muséum national d’histoire naturelle (MNHN) an.

## Akademischer Werdegang
Marylène Patou-Mathis studierte Geologie an der Universität Pierre und Marie Curie
(Paris VI) und spezialisierte sich 1981 mit einem DEA (Diplôme d’études approfondies) in Quartärgeologie, menschlicher Paläontologie und Vorgeschichte an der Universität Paris VI auf Prähistorie. Ihre Doktorarbeit in Urgeschichte legte sie 1984 an derselben Universität ab, 1999 habilitierte sie sich an der Sorbonne in Paris.
Von 2011 bis 2014 war sie in der Abteilung für Vorgeschichte des Muséum national d’histoire naturelle (MNHN) Vizepräsidentin des wissenschaftlichen Rates. Von 2013 bis 2018 war sie Leiterin des Teams „Comportements des Néandertaliens et des Hommes anatomiquement modernes replacés dans leur contexte paléo-écologique“ der Unité mixte de recherche (UMR) 7194 des CNRS. Seit Januar 2019 ist Patou-Mathis stellvertretende Leiterin der UMR 7194. 
Im Laufe ihrer wissenschaftlichen Karriere hat sie sich mit dem Verhalten der Spezies Neandertaler befasst und die Stellung der Frau in der Vorgeschichte, wie sie von Anthropologen seit dem 19. Jahrhundert interpretiert wird, hinterfragt. In ihrem aktuellen Buch (dt.:) Weibliche Unsichtbarkeit: wie alles begann kritisiert Patou-Mathis, dass Geschlechterstereotype des 19. und 20. Jahrhunderts auf die Ur- und Frühgeschichte projiziert wurden, ohne dass dies archäologische Funde hergegeben hätten. Anhand neuerer archäologischer Funde und Studien zeigt sie auf, dass auch Frauen an Jagden beteiligt waren, Höhlenmalerei schufen oder beispielsweise Werkzeuge und Waffen benutzten.

## Auszeichnungen
- 1984: Preisträgerin der Fondation de la Vocation
- 1995: Medaille der Singer-Polignac-Stiftung
- 2002: Preis der Kanzlei der Universitäten von Paris
- 2014: Chevalier de la Légion d’honneur (Ritter der Ehrenlegion)

## Publikationen (Auswahl)
- Neanderthal subsistence behaviours in Europe. In: International Journal of Osteoarchaeology 10, 2000, S. 379–395.
- La Préhistoire. Éd. Fleurus, Paris 2005.
- Néandertal. Une autre humanité. Éd. Perrin, 2006.
- Lascaux: histoires d’une découverte, éd. Fleurus, 2008.
- Néandertal de A à Z, Allary éd., 2018.
- L’homme préhistorique est aussi une femme. Allary éd., 2020.
  - dt. Übersetzung (von Stephanie Singh): Weibliche Unsichtbarkeit: wie alles begann. Hanser Verlag, München 2021, ISBN 978-3-446-27100-5